# Jagdgeschwader 143
143-тя винищувальна ескадра (нім. Jagdgeschwader 143 (JG 143) — винищувальна ескадра Люфтваффе напередодні Другої світової війни. 1 січня 1939 року переформована на 143-тю важку винищувальну ескадру (ZG 143).

## Історія
143-тя винищувальна ескадра заснована 1 листопада 1938 року на аеродромі поблизу міста Іллесгайм на основі підрозділів штабу та I авіагрупи 234-ї винищувальної ескадри (нім. JG234).

## Командування

### Командири
- гауптман Вільгельм Лессманн (нім. Wilhelm Lessmann) (1 листопада 1938 — 1 січня 1939)

## Бойовий склад 143-ї винищувальної ескадри
- Штаб (Stab/JG143)
- 1-ша група (I./JG143)